# Brenda Joyce (aktorka)
Brenda Joyce (ur. 25 lutego 1917, zm. 4 lipca 2009) – amerykańska aktorka i modelka. 

## Życiorys
Urodziła się w Excelsior Springs w stanie Missouri (USA), jako Betty Graftina Leabo. Kiedy miała pięć lat jej rodzina przeniosła się do Los Angeles. Uczęszczając do college'u, pracowała równocześnie jako modelka, a jej zdjęcia znajdowały się na kartach popularnych magazynów. Wkrótce dostrzeżona została przez ludzi z branży filmowej. Dzięki nim w 1939 roku, zadebiutowała na ekranie w filmie The Rains Came. Jednak największa sławę przyniosła jej rola Jane w cyklu filmów o Tarzanie, w których jej partnerem był Johnny Weissmuller. Brenda zastąpiła Maureen O’Sullivan, aktorkę która grała Jane w poprzednich filmach. Mimo obaw, została dobrze przyjęta przez wielbicieli poprzednich filmów. W 1949 roku zagrała w swym ostatnim filmie o Tarzanie, partnerował jej tam nie Weissmuller, tylko Lex Barker. Była to jej ostatnia rola, po zagraniu której zrezygnowała z aktorstwa, poświęcając się wychowaniu dzieci. Zmarła w 2009 roku w Santa Monica w Kalifornii.